# Município de Wayne (condado de Muskingum, Ohio)
O município de Wayne (em inglês: Wayne Township) é um município localizado no condado de Muskingum no estado estadounidense de Ohio. No ano de 2010 tinha uma população de 4.731 habitantes e uma densidade populacional de 74,33 pessoas por km².

## Geografia
O município de Wayne encontra-se localizado nas coordenadas 39° 53′ 50″ N, 81° 56′ 07″ O. Segundo a Departamento do Censo dos Estados Unidos, o município tem uma superfície total de 63.65 km², da qual 62.71 km² correspondem a terra firme e (1.48%) 0.94 km² é água.

## Demografia
Segundo o censo de 2010, tinha 4.731 habitantes residindo no município de Wayne. A densidade populacional era de 74,33 hab./km². Dos 4.731 habitantes, o município de Wayne estava composto pelo 97.51% brancos, o 0.59% eram afroamericanos, o 0.21% eram amerindios, o 0.21% eram asiáticos, o 0.02% eram insulares do Pacífico, o 0.38% eram de outras raças e o 1.08% pertenciam a duas ou mais raças. Do total da população o 0.66% eram hispanos ou latinos de qualquer raça.